# Globalny Bank Nasion

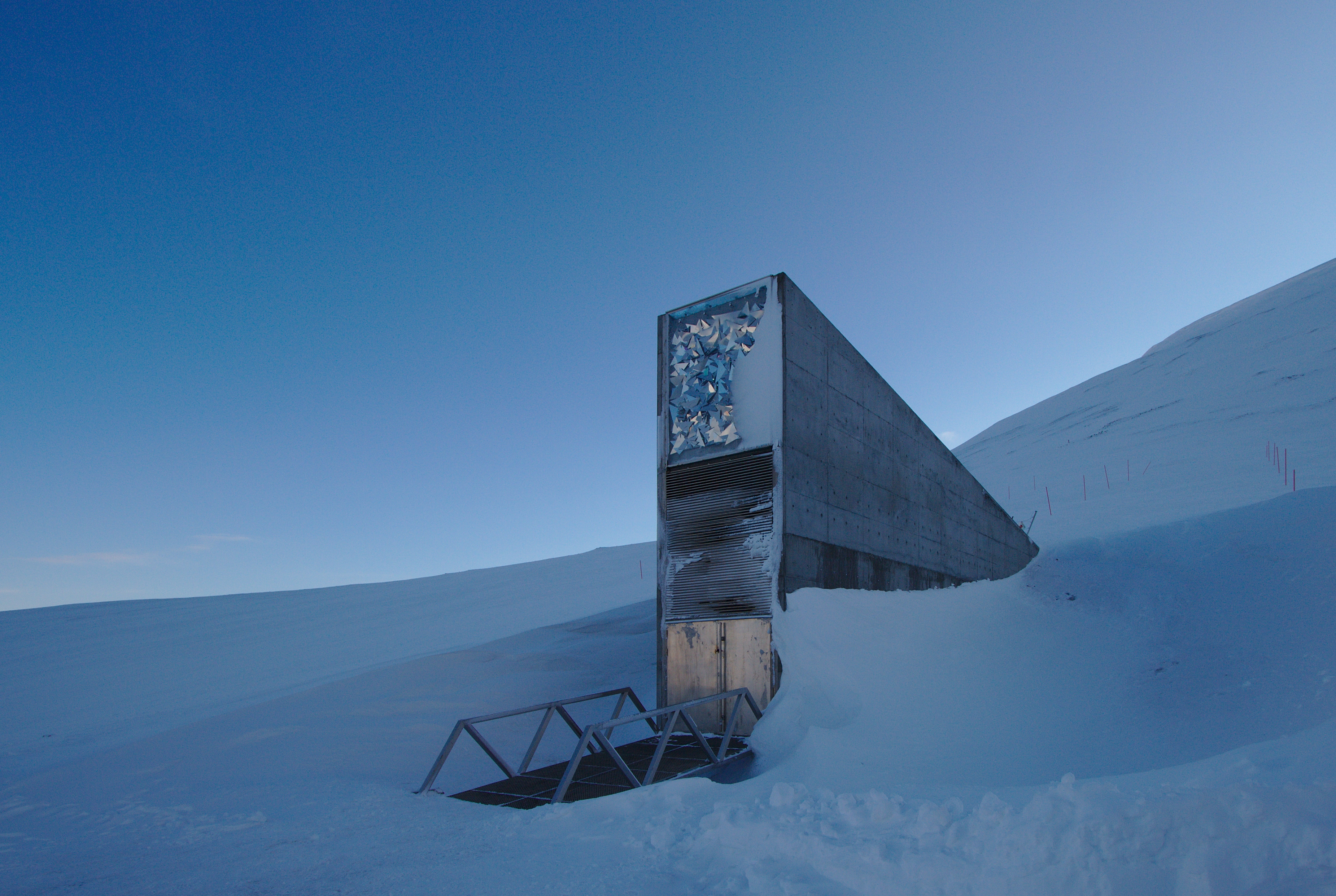
Globalny Bank Nasion, wejście (2015)

Globalny Bank Nasion (norw. Svalbard globale frøhvelv) – bank nasion znajdujący się na norweskim archipelagu Svalbard, na wyspie Spitsbergen. Zbudowany w celu bezpiecznego przechowywania nasion roślin jadalnych z całego świata. Bank ulokowany jest w tunelu wydrążonym w wiecznej zmarzlinie. Budynek działa bez stałego personelu.

## Galeria

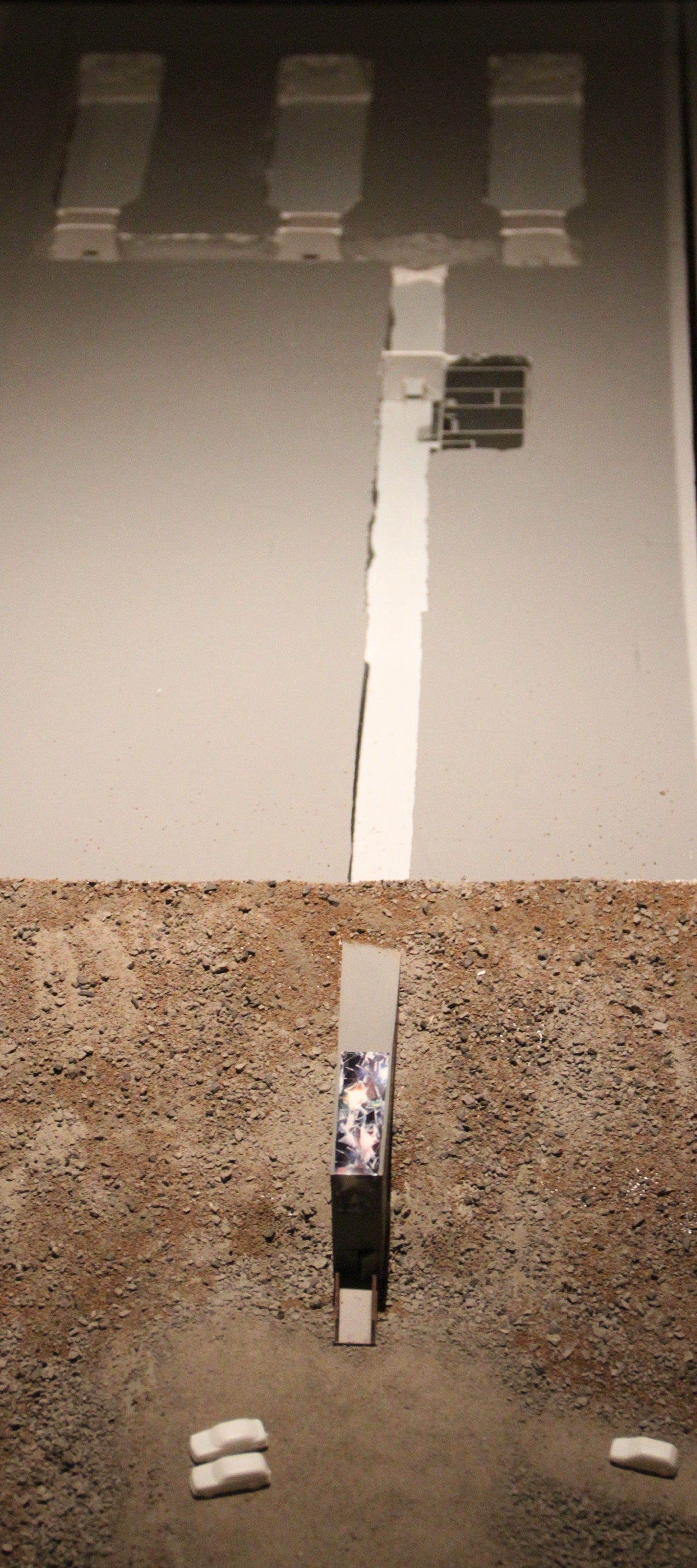
Makieta banku nasion w muzeum
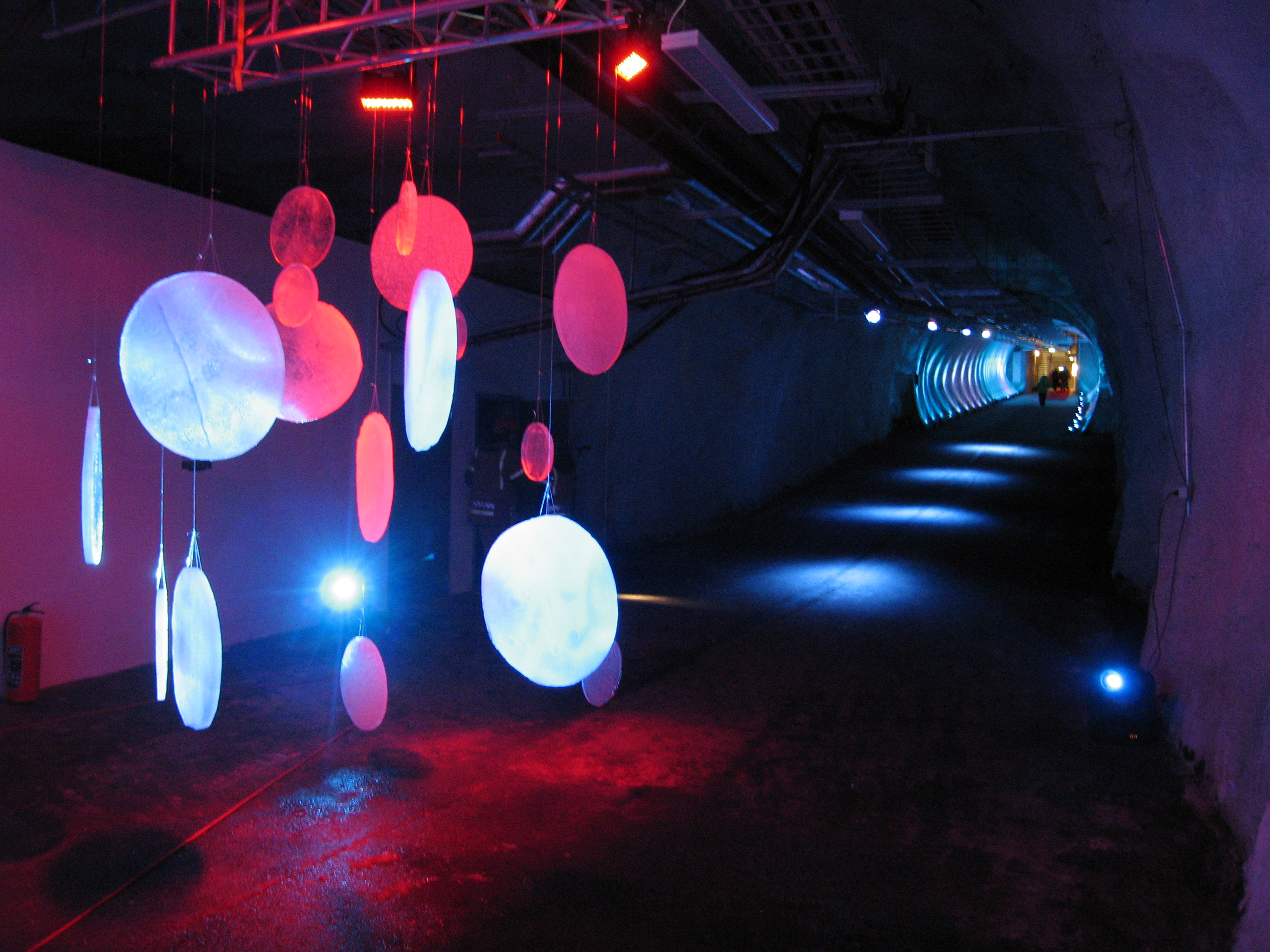
Instalacja artystyczna w tunelu wykonana z lodu
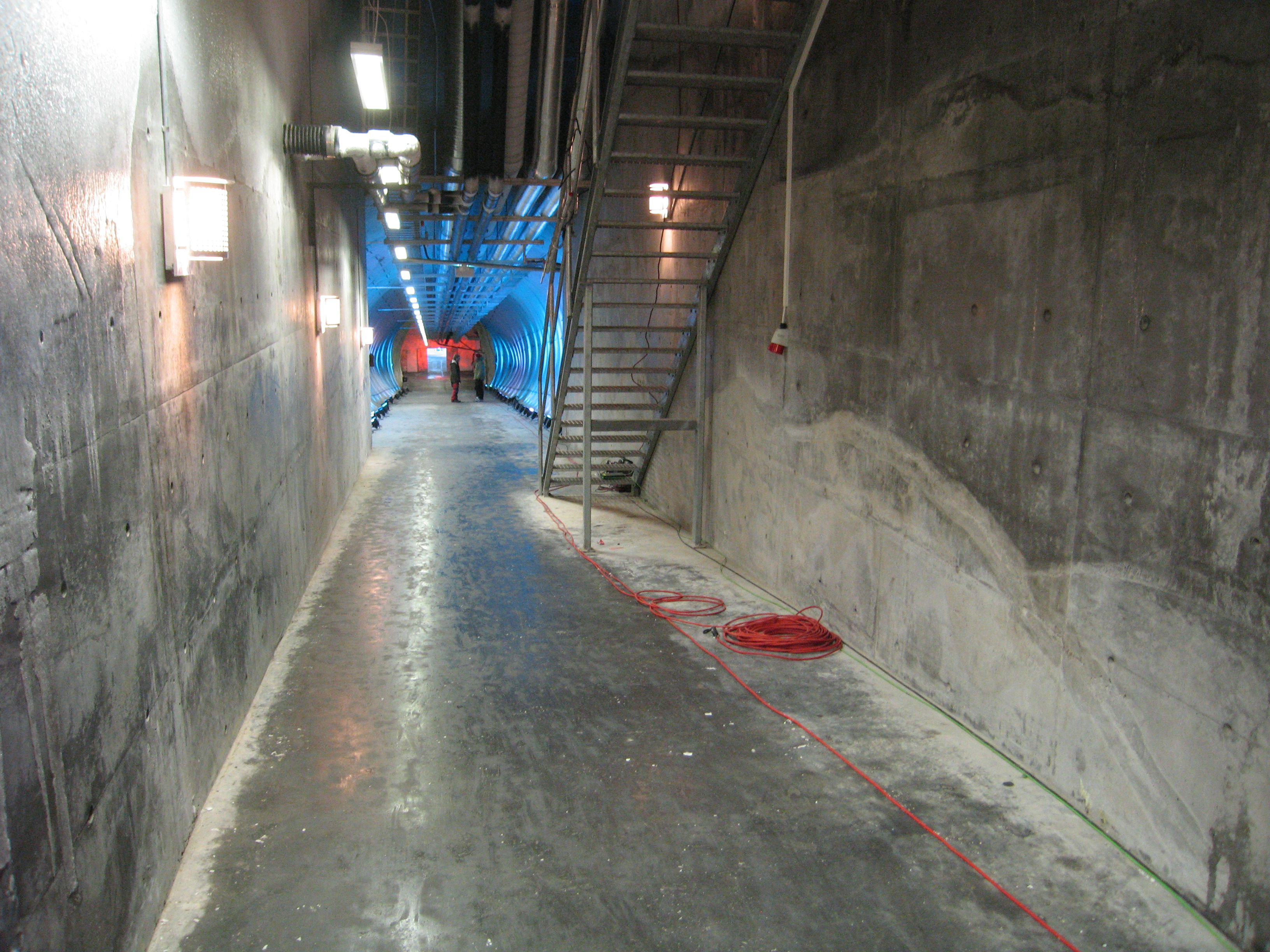
Tunel prowadzący do banku nasion
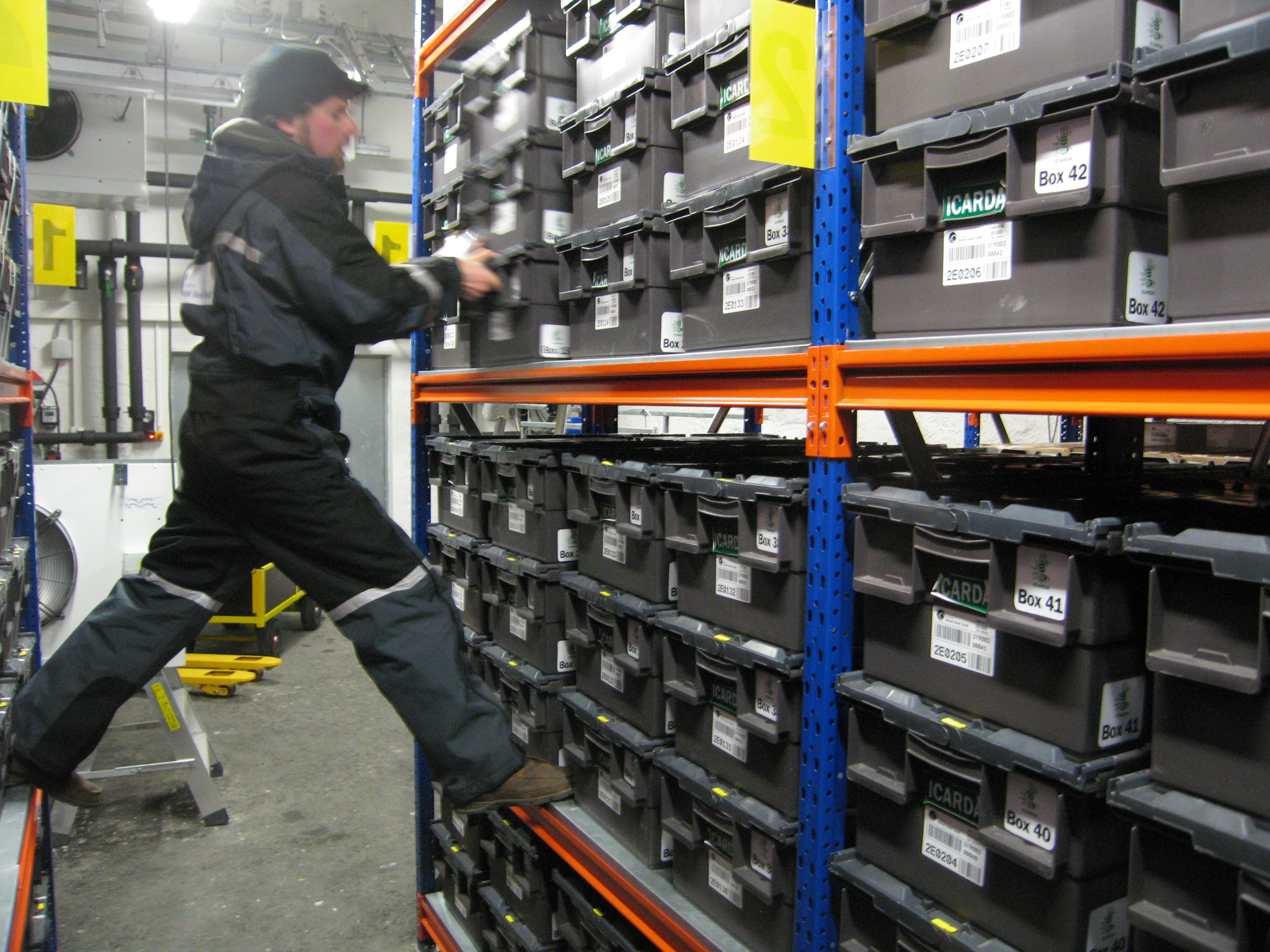
Boksy magazynowe
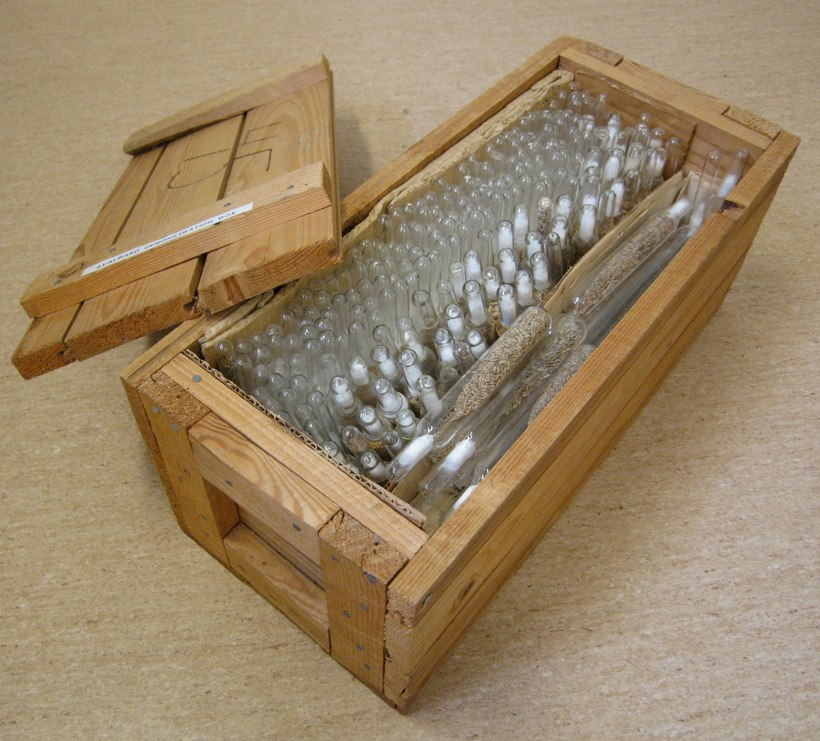
Szklane fiolki używane do 1998 roku
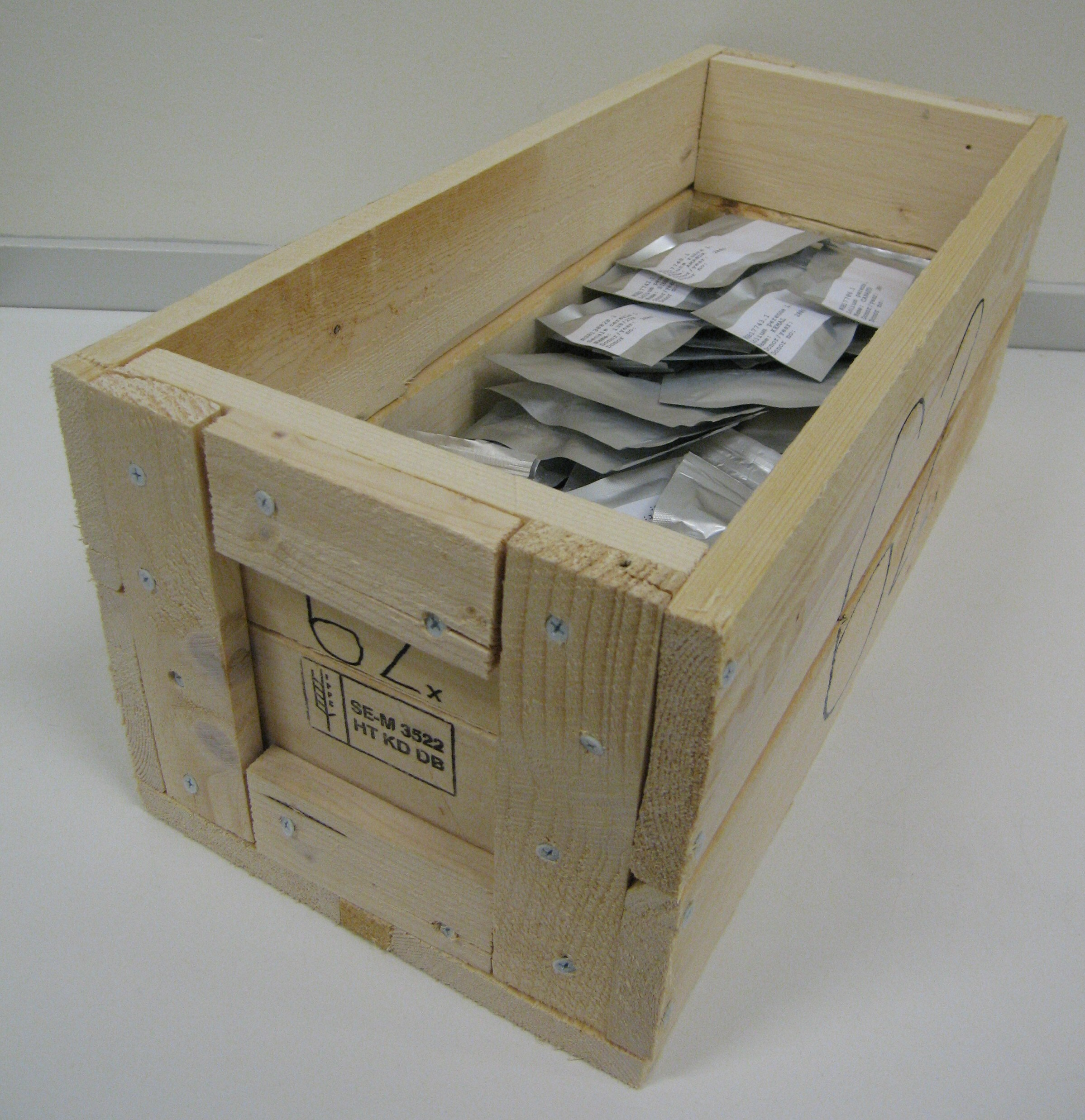
Aluminiowe saszetki używane od 2004 roku